# Saison 1 du Seigneur des anneaux : Les Anneaux de Pouvoir
Chronologie
Saison 2
Cet article présente les épisodes de la première saison de la série télévisée américaine Le Seigneur des anneaux : Les Anneaux de pouvoir.

## Synopsis
Des milliers d'années avant les évènements du Hobbit et du Seigneur des anneaux, la fin de la Guerre de la Grande Colère vit la défaite du seigneur des ténèbres Morgoth et de ses armées ; mais son plus fidèle serviteur, le sorcier noir Sauron, a repris le flambeau. Galadriel, ayant perdu son frère Finrod des mains mêmes de Sauron, le traque sans répit depuis des siècles. Mais sans aucun signe de lui depuis une éternité, le Haut-Roi Gil-galad déclare la traque et la guerre contre les forces du mal terminées victorieusement et renvoie Galadriel en Valinor, tout en chargeant Elrond d'aider le légendaire forgeron elfe Celebrimbor à construire une forge telle que l'on n'en a jamais connu et qui permettra de créer des merveilles.
Mais alors que Galadriel fait voile vers Valinor, elle reste persuadée que le mal n'a pas disparu et décide de faire demi-tour à la nage, tombant sur un radeau à la dérive où se trouve un personnage du nom de Halbrand qu'elle identifiera comme l'héritier des rois des « terres du sud ». Les humains qui ont autrefois servi Morgoth sont attaqués par des Orques, réunis sous la bannière d'un mystérieux Adar, tandis que des Piévelus découvrent un étranger qui est tombé du ciel et dispose de grands pouvoirs. À travers son amitié avec le prince héritier du royaume des Nains de Khazad-dûm, Durin IV, Elrond prend connaissance d'une mine de Mithril.

## Distribution

### Acteurs principaux
- Morfydd Clark (VF : Ingrid Donnadieu ; VQ : Sarah Anne Parent) : Galadriel
- Robert Aramayo (VF : Damien Witecka ; VQ : Maël Davan-Soulas) : Elrond
- Markella Kavenagh (VF : Claire Bouanich ; VQ : Marguerite D'Amour) : Eleanor « Nori » Brandepied
- Megan Richards (VF : Julie Dray ; VQ : Estelle Fournier) : Poppy Fiercompère
- Charlie Vickers (VF : Marc Arnaud ; VQ : Adrien Bletton) : Halbrand
- Ismael Cruz Córdova (VF : Eilias Changuel ; VQ : Iannicko N'Doua-Légaré) : Arondir, soldat elfe
- Nazanin Boniadi (VF : Elisabeth Ventura ; VQ : Mélanie Laberge) : Bronwyn, guérisseuse
- Lenny Henry (VF : Thierry Desroses ; VQ : Manuel Tadros) : Sadoc Terrier
- Daniel Weyman (VF : Pierre Tissot ; VQ : Pierre-Étienne Rouillard)  : L'Étranger
- Owain Arthur (VF : Éric Herson-Macarel ; VQ : Alexandre Daneau) : Durin IV, prince du royaume nain de Khazad-dum
- Sophia Nomvete (VF : Céline Ronté ; VQ : Meggie Proulx-Lapierre) : Disa, princesse du royaume nain de Khazad-dum
- Lloyd Owen (VF : Adrien Antoine ; VQ : Normand D'Amour) : capitaine Elendil, officier de la flotte de Númenor
- Cynthia Addai-Robinson (VF : Aurélie Konaté ; VQ : Florence Blain Mbaye) : Míriel, régente de Númenor
- Sara Zwangobani (VF : Annie Milon) : Marigold Brandepied
- Dylan Smith (VF : Christian Gonon ; VQ : François Sasseville) : Largo Brandepied
- Tyroe Muhafidin (VF : Hugo Brunswick ; VQ : Matis Ross) : Theo, fils de Bronwyn
- Trystan Gravelle (VF : Bruno Choël ; VQ : Frédérik Zacharek) : Pharazôn, chancelier de Númenor
- Charles Edwards (VF : Edgar Givry ; VQ : Carl Béchard) : Celebrimbor, légendaire forgeron elfe
- Max Baldry (VF : Aurélien Raynal ; VQ : Louis-Philippe Berthiaume) : cadet Isildur, recrue de la flotte de Númenor
- Benjamin Walker (VF : Valentin Merlet ; VQ : Tristan Harvey) : Gil-galad, haut-roi des Noldor
- Ema Horvath (en) (VF : Rebecca Benhamour ; VQ : Geneviève Bédard) : Eärien, fille d'Elendil et soeur d'Isildur
- Joseph Mawle (VF : Boris Rehlinger ; VQ : Stéphane Brulotte) : Adar, chef des Orques
- Leon Wadham (VF : Clément Moreau ; VQ : Gabriel Lessard) : Kemen, fils de Pharazôn

### Acteurs récurrents
- Will Fletcher (VQ : Éric Paulhus) : Finrod
- Fabian McCallum (VF : Julien Bouanich ; VQ : Marc-André Brunet) : Thondir
- Kip Chapman : Rían
- Thusitha Jayasundera (en) : Malva
- Maxine Cunliffe (VF : Daria Levannier) : Vilma
- Beau Cassidy (VF : Clara Soares) : Dilly Brandepied
- Geoff Morrell (VF : Jean-Pol Brissart ; VQ : Sylvain Hétu) : Waldreg
- Peter Tait : Tredwill
- Peter Mullan (VF : Philippe Catoire ; VQ : Guy Nadon) : Durin III, roi du royaume nain de Khazad-dum
- an Blackburn : Rowan
- Augustus Prew (VF : Benjamin Bollen) : Médhor
- Simon Merrells (en) (VF : Valéry Schatz) : Revion
- Anthony Crum (VF : Gauthier Battoue) : Ontamo
- Alex Tarrant (VF : Juan Llorca) :  Valandil
- Ken Blackburn (en) : Tar-Palantir, roi déchu de Númenor
- Bridie Sisson : The Dweller
- Edith Poor : The Nomad
- Kali Kopae : The Ascetic

## Épisodes

### Épisode 1:L'Ombre du passé
- Mondial : 2 septembre 2022 sur Prime Video

### Épisode 2:À la dérive
- Mondial : 2 septembre 2022 sur Prime Video

### Épisode 3:Adar
- Mondial : 9 septembre 2022 sur Prime Video

### Épisode 4:La Grande Vague
- Mondial : 16 septembre 2022 sur Prime Video

### Épisode 5:Séparations
- Mondial : 23 septembre 2022 sur Prime Video

### Épisode 6:Udûn
- Mondial : 30 septembre 2022 sur Prime Video

### Épisode 7:L'Œil
- Mondial : 7 octobre 2022 sur Prime Video

### Épisode 8:Alliés
- Mondial : 14 octobre 2022 sur Prime Video